# Уелд
Окръг Уелд (на английски: Weld County) е окръг в щата Колорадо, Съединени американски щати. Площта му е 10 417 km², а населението - 304 633 души (2017). Административен център е град Грийли.

## Градове
- Гилкрест
- Дейконо
- Иванс
- Лошбюи
- Миликън
- Плейтвил
- Форт Лъптън